# Arcidiocesi di Città del Messico

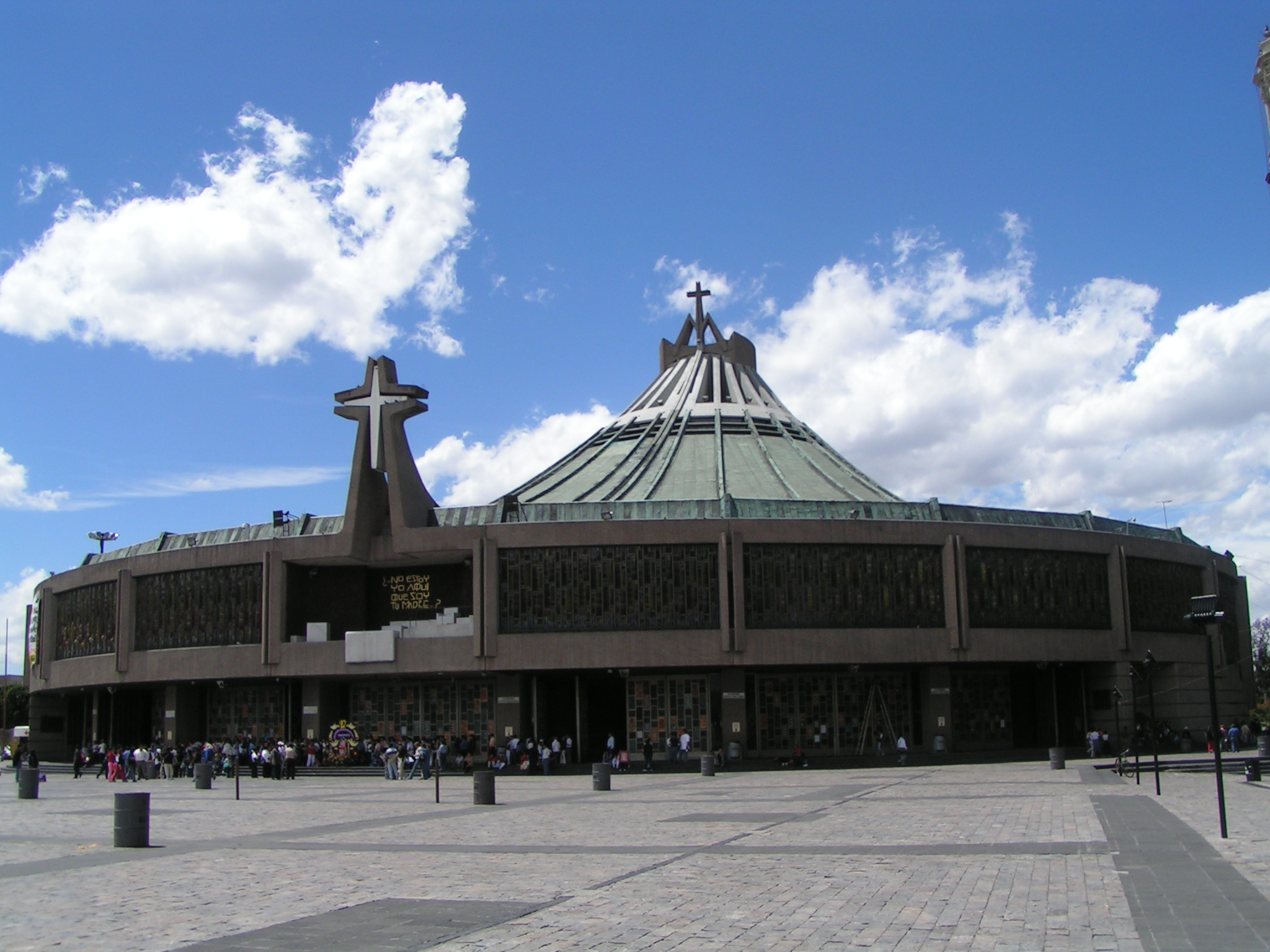
La basilica di Nostra Signora di Guadalupe.

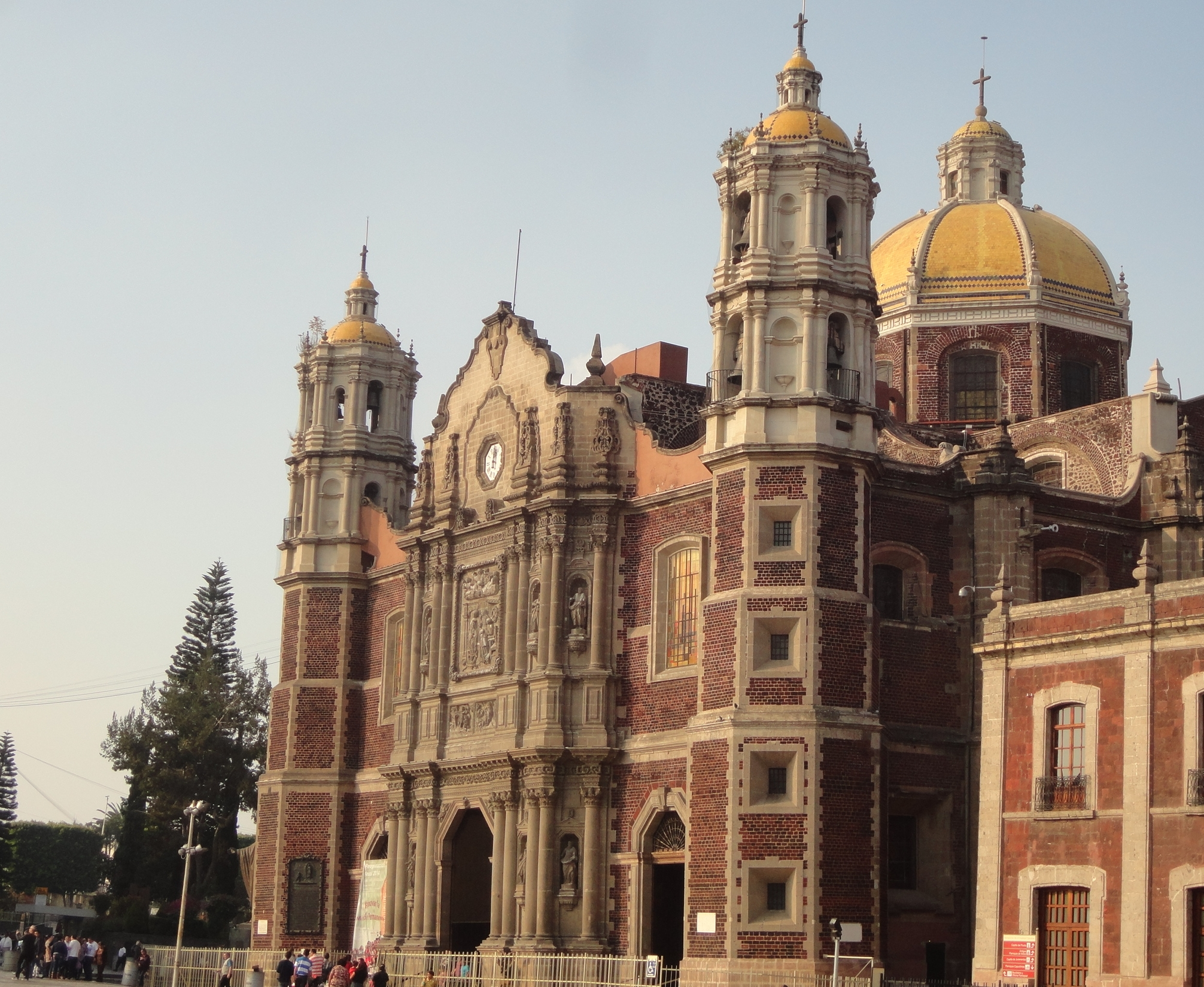
L'antica basilica di Nostra Signora di Guadalupe.

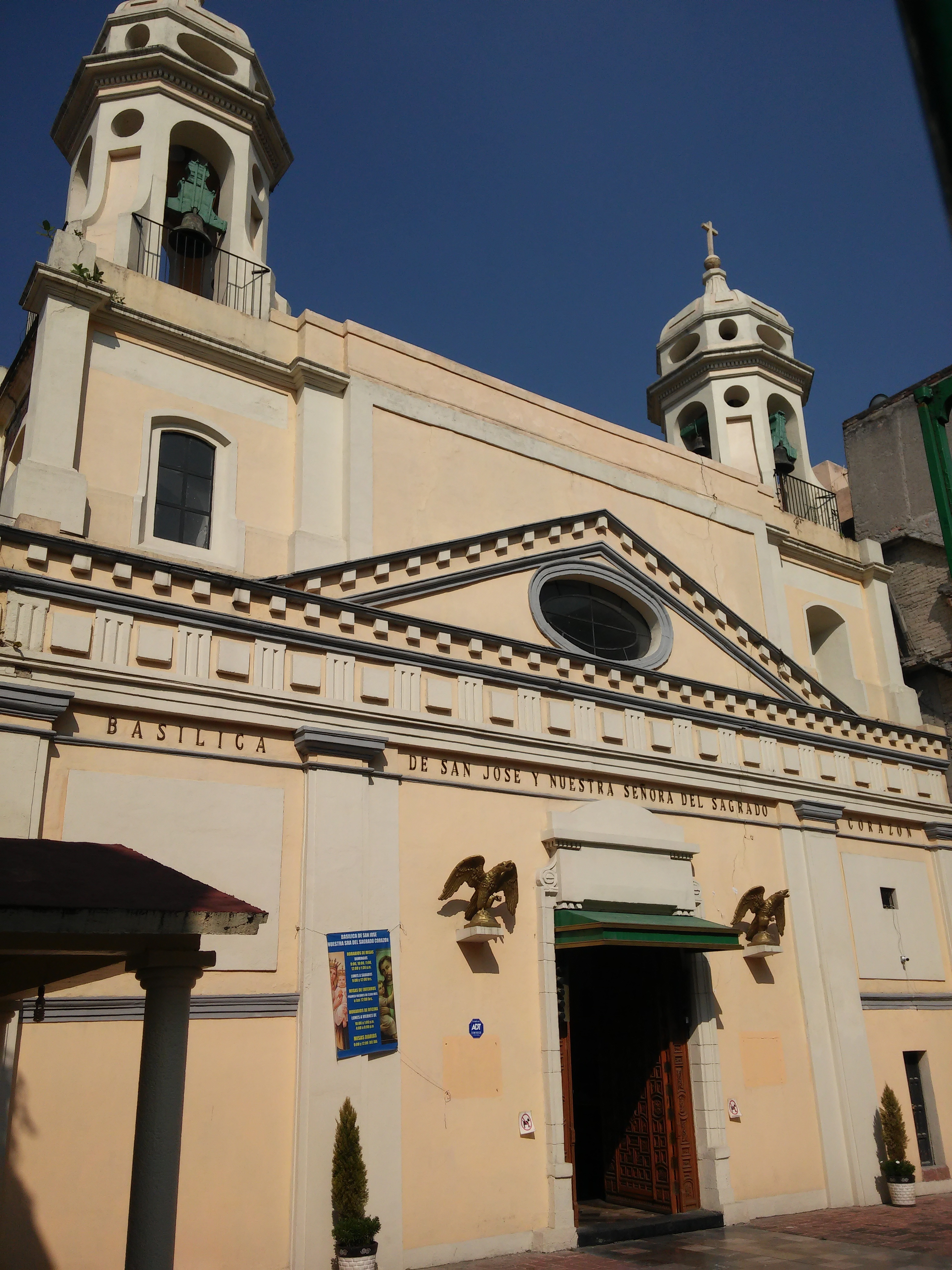
La basilica minore di San Giuseppe e di Nostra Signora del Sacro Cuore.

L'arcidiocesi di Città del Messico (in latino Archidioecesis Mexicana) è una sede metropolitana della Chiesa cattolica in Messico. Nel 2023 contava 4.422.078 battezzati su 5.669.331 abitanti. È retta dall'arcivescovo cardinale Carlos Aguiar Retes.

## Territorio
L'arcidiocesi comprende 11 delegazioni del Distretto Federale Messicano: Álvaro Obregón, Benito Juárez, Coyoacán, Cuajimalpa, Cuauhtémoc, Iztacalco, Magdalena Contreras, Miguel Hidalgo, Tlalpan, Venustiano Carranza, e parte di quella di Gustavo A. Madero.
Sede arcivescovile è Città del Messico, dove si trova la cattedrale dell'Assunzione di Maria Vergine. A Città del Messico sorge pure il santuario mariano di Nostra Signora di Guadalupe, il principale centro di pellegrinaggio del Messico. Nel territorio si trovano altre due basiliche minori: l'antica basilica di Nostra Signora di Guadalupe e la basilica di San Giuseppe e di Nostra Signora del Sacro Cuore.
Il territorio si estende su una superficie di 800 km² ed è suddiviso in 307 parrocchie, raggruppate in 8 vicariati: Santa María de Guadalupe, Cristo Rey, San Felipe de Jesús, San Miguel Arcángel, San Pedro Apóstol, San José, San Pablo Apóstol, San Juan Bautista.

### Provincia ecclesiastica
La provincia ecclesiastica di Città del Messico, istituita nel 1546, comprende dal 28 settembre 2019 3 suffraganee:
- diocesi di Azcapotzalco,
- diocesi di Iztapalapa,
- diocesi di Xochimilco.

## Storia
La diocesi di Città del Messico fu eretta da papa Clemente VII con la bolla Sacri apostolatus ministerio del 2 settembre 1530, ricavandone il territorio dalla diocesi di Tlaxcala (oggi arcidiocesi di Puebla de los Ángeles). Fu la seconda sede episcopale eretta nel territorio del Messico. Originariamente era suffraganea dell'arcidiocesi di Siviglia.
Il primo vescovo, il francescano Juan de Zumárraga, impiantò in Messico la prima tipografia delle Americhe e si spese per l'istituzione della prima università del continente, la Reale e Pontificia Università del Messico, che sarà inaugurata il 21 settembre 1551.
L'11 agosto 1536 la diocesi cedette una porzione del suo territorio a vantaggio dell'erezione della diocesi di Michoacán (oggi arcidiocesi di Morelia).
Il 12 febbraio 1546, con la bolla Super universas di papa Paolo III, è stata elevata al rango di arcidiocesi metropolitana e Juan de Zumárraga divenne il primo arcivescovo messicano.
Tra il 1579 e il 1595 anche le Filippine fecero parte della sua provincia ecclesiastica, finché la diocesi di Manila, già sua suffraganea, divenne sede arcivescovile formando una provincia indipendente.
Il primo tentativo di erigere un seminario vescovile si ebbe durante l'episcopato di Juan Pérez de la Serna nel 1623, ma problemi di natura politica impedirono la sua realizzazione. Miglior esito ebbe l'iniziativa del vescovo Francisco de Aguiar y Seijas y Ulloa, che portò alla costruzione del seminario e alla sua inaugurazione il 18 ottobre 1697.
Ha ceduto a più riprese porzioni del suo territorio a vantaggio dell'erezione di nuove diocesi:
- la diocesi di Linares (o Nuovo León), oggi arcidiocesi di Monterrey, il 15 dicembre 1777;
- la diocesi di Querétaro e la diocesi di Tulancingo (oggi arcidiocesi) il 26 gennaio 1863;
- la diocesi di Chilapa (oggi diocesi di Chilpancingo-Chilapa) il 16 marzo 1863;
- la diocesi di Ciudad Victoria o Tamaulipas (oggi diocesi di Tampico) il 12 marzo 1870;
- il vicariato apostolico della California inferiore (oggi arcidiocesi di Tijuana) il 20 gennaio 1874;
- la diocesi di Cuernavaca il 23 giugno 1891;
- la diocesi di Toluca (oggi arcidiocesi) il 4 giugno 1950;
- la diocesi di Tlaxcala il 23 maggio 1959;
- la diocesi di Texcoco il 30 aprile 1960;
- la diocesi di Tula il 27 febbraio 1961;
- la diocesi di Tlalnepantla (oggi arcidiocesi) il 13 gennaio 1964;
- le diocesi di Azcapotzalco, di Iztapalapa e di Xochimilco il 28 settembre 2019.

## Cronotassi dei vescovi
Si omettono i periodi di sede vacante non superiori ai 2 anni o non storicamente accertati.
- Juan de Zumárraga, O.F.M. † (20 agosto 1530 - 3 giugno 1548 deceduto)
- Alonso de Montúfar, O.P. † (5 ottobre 1551 - 7 marzo 1572 deceduto)
- Pedro Moya de Contreras † (17 giugno 1573 - 7 dicembre 1591 deceduto)
- Alonso Hernández de Bonilla † (22 maggio 1592 - 1600 deceduto)[9]
- García de Santa María Mendoza y Zúñiga, O.S.H. † (12 febbraio 1601 - 5 ottobre 1606 deceduto)
- García Guerra, O.P. † (3 dicembre 1607 - 22 febbraio 1612 deceduto)
- Juan Pérez de la Serna † (13 maggio 1613 - 19 luglio 1627 nominato arcivescovo, come titolo personale, di Zamora)
- Francisco de Manso Zuñiga y Sola † (9 agosto 1627 - 20 luglio 1634 dimesso)
  - Sede vacante (1634-1636)
- Francisco Verdugo Cabrera † (9 settembre 1636 - 1636 deceduto)[9]
- Feliciano de la Vega Padilla † (13 settembre 1638 - dicembre 1640 deceduto)
- Juan de Mañozca y Zamora † (16 novembre 1643 - 12 dicembre 1650 deceduto)
- Marcelo López de Azcona † (29 aprile 1652 - 10 novembre 1654 deceduto)
- Mateo de Sagade (Lazo de) Bugueiro † (14 maggio 1655 - 1662 nominato vescovo di Cadice)
- Juan Alonso de Cuevas y Dávalos † (28 aprile 1664 - 2 settembre 1665 deceduto)
- Marcos Ramírez de Prado y Ovando, O.F.M. † (15 dicembre 1666 - 14 maggio 1667 deceduto)
- Payo Enríquez de Rivera Manrique, O.S.A. † (17 settembre 1668 - 30 giugno 1681 dimesso)
- Francisco de Aguiar y Seijas y Ulloa † (20 aprile 1682 - 14 agosto 1698 deceduto)
- Juan de Ortega Cano Montañez y Patiño † (21 giugno 1700 - 16 dicembre 1708 deceduto)
  - Sede vacante (1708-1714)
- José Pérez de Lanciego Eguiluz y Mirafuentes, O.S.B. † (21 marzo 1714 - 25 gennaio 1728 deceduto)
- Manuel José de Hendaya y Haro † (1728 - 5 ottobre 1729 deceduto)[9]
- Juan Antonio de Vizarrón y Eguiarreta † (24 luglio 1730 - 25 gennaio 1747 deceduto)
- Manuel José Rubio y Salinas † (29 gennaio 1748 - 3 luglio 1765 deceduto)
- Francisco Antonio de Lorenzana y Butrón † (14 aprile 1766 - 27 gennaio 1771 nominato arcivescovo di Toledo)
- Ildefonso Núñez de Haro y Peralta † (30 marzo 1772 - 26 maggio 1800 deceduto)
- Francisco Javier de Lizana y Beaumont † (24 maggio 1802 - 6 marzo 1815 deceduto)
- Pedro José de Fonte y Hernández Miravete † (4 settembre 1815 - 28 dicembre 1837 dimesso)
- Manuel Posada y Garduño † (23 dicembre 1839 - 30 aprile 1846 deceduto)
  - Sede vacante (1846-1850)
- José Lázaro de la Garza y Ballesteros † (30 settembre 1850 - 11 marzo 1862 deceduto)
- Pelagio Antonio de Labastida y Dávalos † (19 marzo 1863 - 4 febbraio 1891 deceduto)
- Próspero María Alarcón y Sánchez de la Barquera † (17 dicembre 1891 - 30 marzo 1908 deceduto)
- José Mora y del Río † (2 dicembre 1908 - 22 aprile 1928 deceduto)
- Pascual Díaz y Barreto, S.I. † (25 giugno 1929 - 19 maggio 1936 deceduto)
- Luis María Martínez y Rodríguez † (20 febbraio 1937 - 28 giugno 1956 deceduto)
- Miguel Darío Miranda y Gómez † (28 giugno 1956 succeduto - 19 luglio 1977 ritirato)
- Ernesto Corripio y Ahumada † (19 luglio 1977 - 29 settembre 1994 ritirato)
- Norberto Rivera Carrera (13 giugno 1995 - 7 dicembre 2017 ritirato)
- Carlos Aguiar Retes, dal 7 dicembre 2017

## Statistiche
L'arcidiocesi nel 2023 su una popolazione di 5.669.331 persone contava 4.422.078 battezzati, corrispondenti al 78,0% del totale.
| anno | popolazione | popolazione | popolazione | presbiteri | presbiteri | presbiteri | presbiteri                | diaconi | religiosi | religiosi | parrocchie |
| anno | battezzati  | totale      | %           | numero     | secolari   | regolari   | battezzati per presbitero | diaconi | uomini    | donne     | parrocchie |
| ---- | ----------- | ----------- | ----------- | ---------- | ---------- | ---------- | ------------------------- | ------- | --------- | --------- | ---------- |
| 1950 | 3.500.640   | 4.000.000   | 87,5        | 595        | 315        | 280        | 5.883                     |         | 290       | 2.146     | 264        |
| 1965 | 5.750.000   | 6.155.000   | 93,4        | 968        | 290        | 678        | 5.940                     |         | 902       | 5.945     | 174        |
| 1968 | 6.300.000   | 6.710.000   | 93,9        | 1.461      | 592        | 869        | 4.312                     |         | 1.093     | 5.945     | 213        |
| 1976 | 8.494.168   | 8.802.247   | 96,5        | 1.624      | 593        | 1.031      | 5.230                     | 2       | 1.533     | 5.983     | 279        |
| 1980 | 9.454.105   | 10.057.558  | 94,0        | 1.648      | 598        | 1.050      | 5.736                     | 1       | 1.476     | 6.200     | 320        |
| 1990 | 17.580.000  | 18.700.000  | 94,0        | 1.429      | 521        | 908        | 12.302                    | 10      | 2.086     | 4.694     | 360        |
| 1999 | 7.385.655   | 8.689.007   | 85,0        | 1.701      | 713        | 988        | 4.341                     | 67      | 2.468     | 4.875     | 410        |
| 2000 | 9.271.527   | 10.910.245  | 85,0        | 1.670      | 725        | 945        | 5.551                     | 74      | 2.491     | 5.800     | 420        |
| 2001 | 7.283.712   | 8.591.306   | 84,8        | 1.347      | 712        | 635        | 5.407                     | 77      | 1.630     | 4.251     | 425        |
| 2002 | 6.999.402   | 7.738.307   | 90,5        | 1.333      | 698        | 635        | 5.250                     | 81      | 1.643     | 4.744     | 426        |
| 2003 | 6.999.402   | 7.380.687   | 94,8        | 1.735      | 700        | 1.035      | 4.034                     | 76      | 2.135     | 4.756     | 424        |
| 2004 | 6.999.402   | 8.605.239   | 81,3        | 1.686      | 651        | 1.035      | 4.151                     | 95      | 1.960     | 4.733     | 431        |
| 2013 | 7.364.000   | 8.930.000   | 82,5        | 1.631      | 594        | 1.037      | 4.515                     | 149     | 2.046     | 5.170     | 456        |
| 2016 | 7.968.000   | 8.979.900   | 88,7        | 1.680      | 743        | 937        | 4.742                     | 180     | 2.032     | 5.030     | 463        |
| 2019 | 4.212.247   | 5.265.309   | 79,9        | 900        | 458        | 442        | 4.680                     | 152     | 742       | 4.500     | 307        |
| 2020 | 5.156.900   | 5.317.820   | 97,0        | 1.432      | 602        | 830        | 3.601                     | 150     | 1.544     | 4.521     | 308        |
| 2021 | 4.950.630   | 5.442.918   | 91,0        | 1.422      | 557        | 865        | 3.481                     | 128     | 1.561     | 4.423     | 306        |
| 2023 | 4.422.078   | 5.669.331   | 78,0        | 1.328      | 546        | 782        | 3.329                     | 150     | 1.097     | 4.709     | 307        |